# Jultagi
Le jultagi est un spectacle traditionnel de funambulisme sur corde raide en Corée existant depuis la période Goryeo (918-1392). « Le Jultagi, marche sur corde raide » a été inscrit en 2011 par l'UNESCO sur 
la liste représentative du patrimoine culturel immatériel de l’humanité.

## Caractéristiques
Le jultagi se déroule en plein air et dure une après-midi entière. Le funambule, appelé jul gwangdae, est accompagné par des musiciens et par un clown au sol qui lui donne la réplique ou répond à ses questions.
Le jultagi comporte une quarantaine de techniques de travail de la corde comme rebondir sur la corde, faire des culbutes et des sauts périlleux et s'asseoir en tailleur sur la corde. Entre les acrobaties, le funambule fait des plaisanteries et chante des chansons.

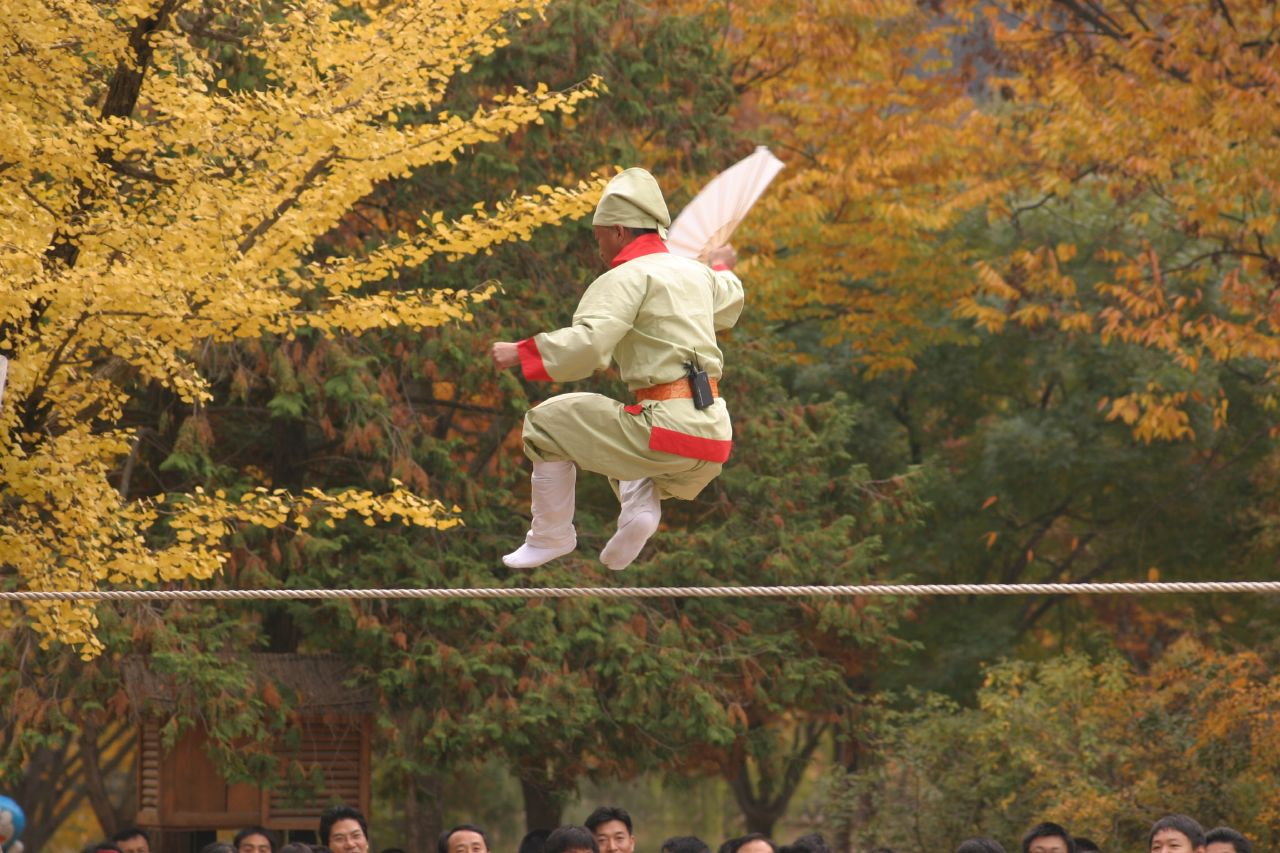
Spectacle de jultagi en 2007
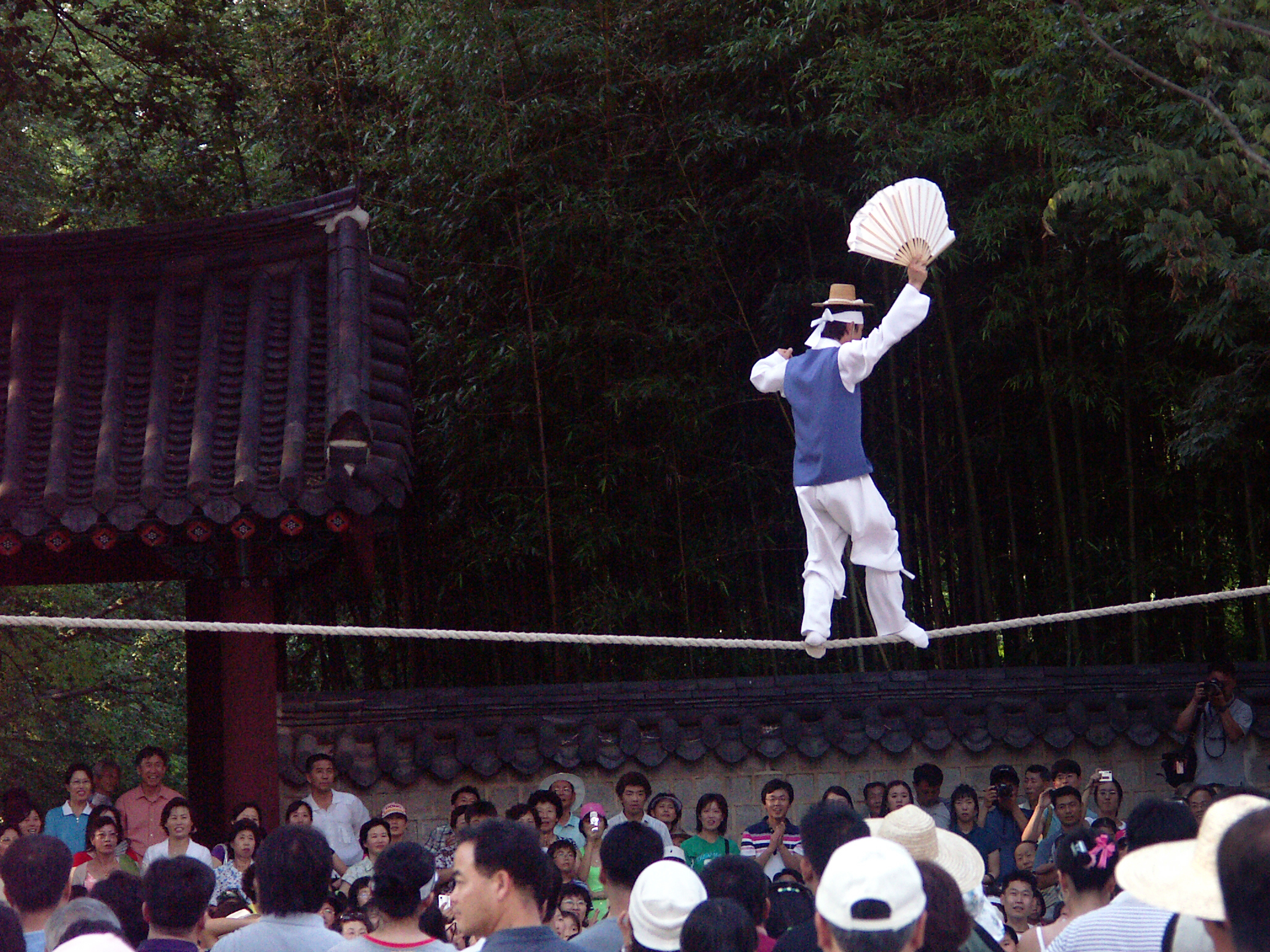
Numéro de jultagi à Jeonju en Corée du Sud